# محمود حقیقیان

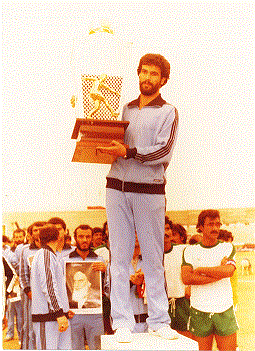
جام قهرمانی مسابقات جام قائد اعظم سال ۱۳۶۱

 محمود حقیقیان  (زاده ۲۵ آبان ۱۳۳۳) بازیکن سابق فوتبال اهل ایران است. وی سابقه بازی و مربیگری در تیم‌های پاس تهران و شاهین تهران را دارد. وی همچنین سابقه بازی در تیم ملی جوانان، تیم ملی امید و تیم ملی بزرگسالان را دارد و در سال ۱۳۵۹ به عنوان هافبک وسط تیم منتخب آسیا انتخاب گردید.
دیگر سوابق ایشان به شرح زیر است:

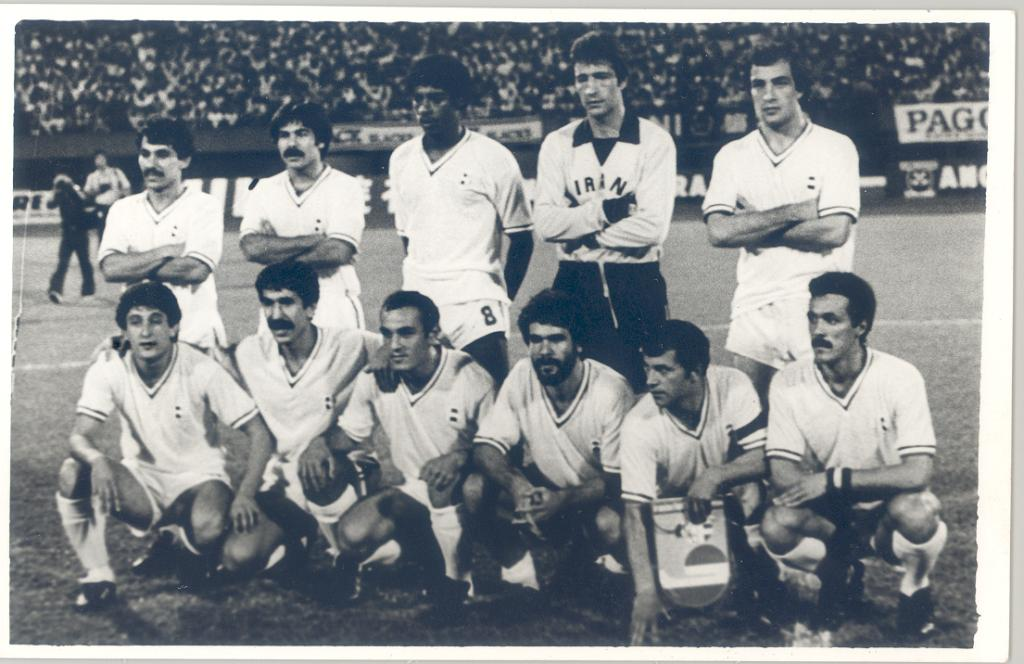
تیم ملی ایران سال ۱۳۵۸ایستاده از راست: نصرالله عبداللهی، ناصر حجازی، عبدالرضا برزگری، حبیب خبیری، شعار غفارینشسته از راست: حمید علیدوستی، علی پروین (کاپیتان)، محمود حقیقیان، مهدی دینورزاده، احمد سنجری، بهتاش فریبا

- مربی تیم پاس تهران در لیگ سراسری آزادگان (۱۳۷۵)
- مربی تیم ملی نوجوانان ایران در مسابقات آسیایی تایلند (۱۳۷۴)
- مدیریت فنی و سرمربی تیم فوتبال جزیره کیش
- عضویت در کمیته فنی تیم استقلال
- عضویت در کمیته فنی فدراسیون فوتبال
- مدیریت تربیت بدنی وزارت نفت
- مدیریت تربیت بدنی پتروشیمی
- مدیریت فنی تیم‌های آتش نشانی و بنیاد شهید
- مدیریت ارزشیابی و فنی تیم‌های فوتبال پاس تهران
- سرپرست تیم ملی نونهالان

وی دارای مدرک رسمی مربیگری بین‌المللی فیفا به تأیید ژائو هاوه لانژ؛ رئیس وقت فدراسیون جهانی فوتبال (FIFA) است. ایشان مدیریت کمیته آموزش فدراسیون فوتبال، عضویت در هیئت مدیره تیم فوتبال صنعت نفت آبادان و سرپرستی تیم اعزامی کشورمان به مسابقات نونهالان در کشور گرجستان را بر عهده داشته‌است.

## افتخارات ملی و باشگاهی
- قهرمانی آسیا، همراه با تیم ملی جوانان ایران سال ۱۳۵۳ - تایلند
- سوم آسیا، همراه با تیم ملی بزرگ سالان سال ۱۳۵۹ - کویت
- چهره شاخص و برتر تیم ایران در مسابقات جهانی دانشجویان سال ۱۳۵۵ - اروگوئه
- قهرمان باشگاههای ایران، همراه با تیم پاس تهران سال ۱۳۵۵ و ۱۳۵۶

## تحصیلات دانشگاهی
سیدمحمود حقیقیان، فارغ التحصیل مهندسی شیمی از دانشگاه شهید بهشتی در سال ۱۳۵۹ است که از سال ۱۳۶۱ با ورود به صنعت نفت، به فعالیت و تحقیق در پروژه‌های نفت، گاز و پتروشیمی پرداخت.

## گالری تصاویر

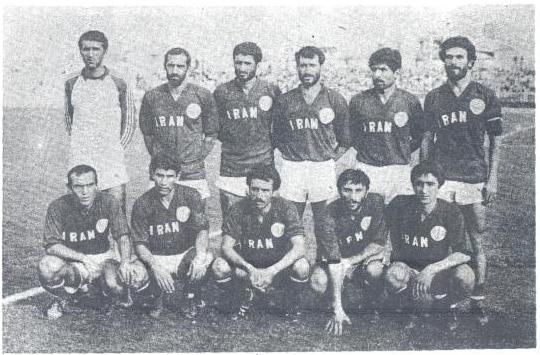
تیم ملی ایران،  بازیهای آسیایی دهلی نو، ۱۳۶۰
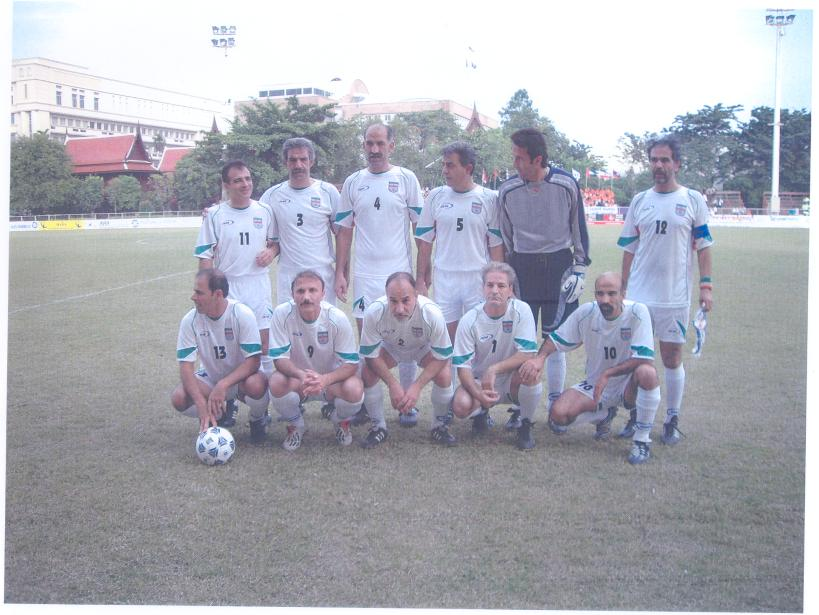
تیم ملی پیشکسوتان، تایلند، ۱۳۸۹